# Bandera de l'Illa Christmas
La bandera de l'Illa Christmas no va ser oficialitzada fins al 2002, quan l'administrador d'aquesta dependència australiana va presentar-la el 26 de gener, diada nacional d'Austràlia, al govern local. Tot i que s'utilitzava des del 1986 quan el disseny de Tony Couch va guanyar el concurs convocat per l'Assemblea de l'illa per escollir una bandera que la representés.

## Disseny
La bandera consisteix en un camp dividit diagonalment en dues meitats des de la cantonada superior esquerra a la inferior dreta, formant-se dos triangles rectangles blau marí el de l'esquerra i verd el de la dreta. A la meitat blau marí carrega cinc estels blancs formant la constel·lació de la Creu del Sud i a la meitat verda la silueta en groc del Phaethon lepturus fulvus, una de les sis subespècies de cua de jonc becgroc i considerat un símbol de l'illa. Just al centre de la bandera s'hi superposa una rodella groga amb la silueta de l'illa en color verd.
Sens dubte, el disseny va estar influenciat per la bandera de Papua Nova Guinea.

### Simbologia
El triangle blau representen l'oceà que envolta l'illa i el verd la vegetació que la cobreix. Els estels de la Creu del Sud són els mateixos que apareixen a la bandera nacional australiana, i representa els vincles de l'illa amb Austràlia. El cua de jonc becgroc, únic a l'illa, ha estat durant molt de temps un dels símbols més populars de l'illa. El color groc de la rodella central representa la història de la mineria de fosfats de l'illa, tot i que originalment es va incloure només per proporcionar un fons per a la silueta del mapa.

### Colors
Els colors de la bandera són el blau, el verd, el groc i el blanc.
| Model de color | Blau           | Verd          | Groc          | Blanc        |
| -------------- | -------------- | ------------- | ------------- | ------------ |
| Pantone        | Dark Blue C    | 7731 C        | Blanc         | 136 C        |
| RGB            | 0, 33, 173     | 28, 138, 66   | 255, 255, 255 | 255, 198, 57 |
| CMYK           | 100, 81, 0, 32 | 80, 0, 52, 46 | 0, 0, 0, 0    | 0, 22, 78, 0 |
| HTML           | #0021AD        | #1C8A42       | #FFFFFF       | #FFC639      |

## Creació
L'any 1986, l'Assemblea de l'illa Christmas va convocar un concurs per dissenyar tant una bandera com un escut per aquest territori extern australià. Hi va haver un fons de premi de 100 dòlars i es van presentar unes 69 obres. El disseny guanyador fou el creat per Tony Couch, un ciutadà de Sydney que havia treballat a l'illa. La nova bandera es va anunciar el 14 d'abril de 1986 per l'Assemblea de l'illa.
El primer intent d'oficialitzar la bandera es va produir l'any 1995, quan el ministre de les Illes del moment va considerar que la implementació podria tenir lloc la diada d'Austràlia de 1996 mitjançant un anunci formal de l'administrador de l'illa en lloc d'una esmena a la Christmas Island Act 1958. La declaració mai va tenir lloc.
Posteriorment, l'oficial Gary Dunt, va revifar el tema l'any 2001 i la bandera fou declarada oficialment la bandera de l'illa el 26 de gener de 2002, diada d'Austràlia, per l'administrador del territori, Bill Taylor. La consellera Mariam Kawi va acceptar la bandera com a representant del govern de l'illa.